# Tomáš Mazáč
Tomáš Mazáč (24. října 1962 Zábřeh – 22. února 2017 Brno) byl český básník a novinář.

## Život
Po maturitě na holešovském gymnáziu vystudoval historii na Filozofické fakultě Univerzity Jana Evangelisty Purkyně v Brně.  V letech 1990 až 1994 působil v brněnské redakci deníku Lidová demokracie. Spolupracoval s časopisy Akord, Proglas, verše publikoval také v denících Rovnost a Svoboda a ostravském Kulturním měsíčníku. V letech 2000 až 2007 přispíval esejemi o výtvarném umění do ekologického časopisu Veronica. 
Odborné stati publikoval také ve Zprávách českých bibliofilů.
Podílel se na editování básnických sbírek jiných autorů (Ladislav Soldán, Rudolf Vévoda), uváděl vernisáže brněnských výtvarníků.  V letech 1994 až 1996 a poté opět v letech 2004 až 2006 vedl kulturní přílohu měsíčníku Kam za kulturou v Brně, v této době jednoho z mála kulturních periodik v Brně. V době konání Letní filmové školy v Uherském Hradišti v roce 2007 se podílel na vydávání bulletinu festivalu.  Spolupracoval také na přípravách katalogů a výstav. Byl členem Sdružení Q.  Externě vyučoval na Masarykově Univerzitě.
Svá autorská čtení měl mj. v Mahenově památníku v Brně.

## Dílo

### Básnické sbírky
- Vzdálená setkání, první vydání 1992
- Vzdálení setkání, druhé rozšířené vydání 1993
- Bezmála noc Blok 1996 ISBN 80-7029-122-2
- Básně 1997
- Jak chutná sova 2002 ISBN 80-239-4264-6

### Próza
- Bílá je dobrá, aneb, Návod k použití Brna Brno 2008 ISBN 80-254-2641-6

### Výtvarné monografie
- Vazby laskavých doteků, čtení o Jánu Vrtílkovi Žilina 1998
- Z priazne svätého Huberta Žilina 2003